# Eusko Abendaren Ereserkia

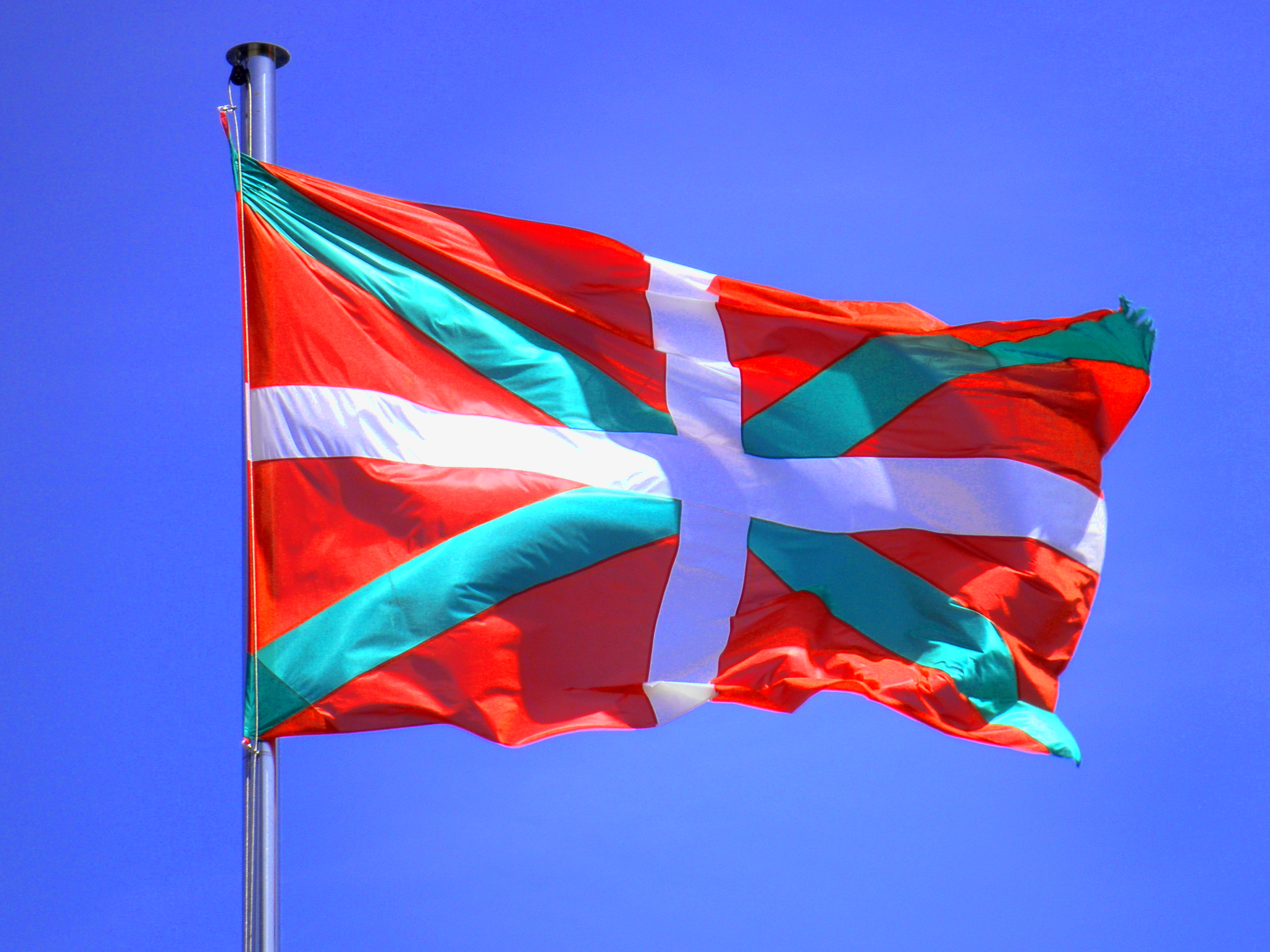
Drapeau du Pays basque, accompagnant l'Euzko Abendaren Ereserkia

Euzko Abendaren Ereserkia ou Hymne national basque en basque est l’hymne national officiel dans la Communauté autonome basque en Espagne. À partir de ce moment, l'hymne avec l'Ikurriña ou drapeau basque est devenu l'un des symboles d'identité les plus représentatifs du peuple Basque. L'orthographe originale du titre est bien Euzko,.
Il est chanté sur un air traditionnel basque qui n'avait pas de parole et dont l'auteur est toujours inconnu. L'Euzko Abendaren Ereserkia s'interprétait avant le début des spectacles de danse, comme une salutation au drapeau. Plus tard, le fondateur du Parti nationaliste basque, Sabino Arana, en a écrit les paroles.

## Historique
Sa proclamation comme hymne officiel par le Parlement basque a été approuvé par la Loi 8/1983, le 14 avril 1983, et fut contestée par plusieurs parties d’opposition qui l'ont considérée être liée au PNV plutôt qu'aux Basques en général. La loi a officialisé la musique sans les paroles, depuis que les partis d'opposition ont dénoncé le texte d'Arana comme étant trop religieux.

## Texte
| En biscayen (non officiel) | Transcription API | Traduction en espanhol | Traduction française |
| Gora ta Gora Euskadi aintza ta aintza bere goiko Jaun Onari. Areitz bat Bizkaian da Zar, sendo, zindo bera ta bere lagia lakua Areitz gainean dogu gurutza deuna beti geure goi buru Abestu gora Euskadi aintza ta aintza bere goiko Jaun Onari | [goɾa ta goɾa eu̯s̺kaði] [ai̯nts̻a ta ai̯nts̻a] [beɾe goi̯ko jau̯n onaɾi] [aɾei̯ts̻ bat bis̻kai̯.an] [s̻aɾ s̺endo s̻indo] [beɾa ta beɾe lagi.a laku.a] [aɾei̯ts̻ gaɲe.an doɣu] [guɾuts̻a deu̯na] [beti geu̯ɾe goi̯ buɾu] [aβes̺tu goɾa eu̯s̺kaði] [ai̯nts̻a ta ai̯nts̻a] [beɾe goi̯ko jau̯n onaɾi] | Arriba y arriba Euskadi gloria y gloria a nuestro Buen Señor. Hay un roble en Vizcaya, Viejo, fuerte y sano, Como el mismo y su ley. Sobre el roble tenemos, la sagrada cruz, en lo más alto siempre Cantemos arriba Euskadi Gloria y Gloria A nuestro Buen Señor. | Vive et vive le Pays basque gloire et gloire à son bon seigneur d'en haut. Il y a un arbre de chêne en Biscaye vieux, fort, sain comme sa loi. Au-dessus de l'arbre nous trouvons la sainte croix toujours au-dessus de nous. Chante « Vive le Pays basque » gloire et gloire à son bon seigneur d'en haut. |